# Корпус командос Афганської національної армії

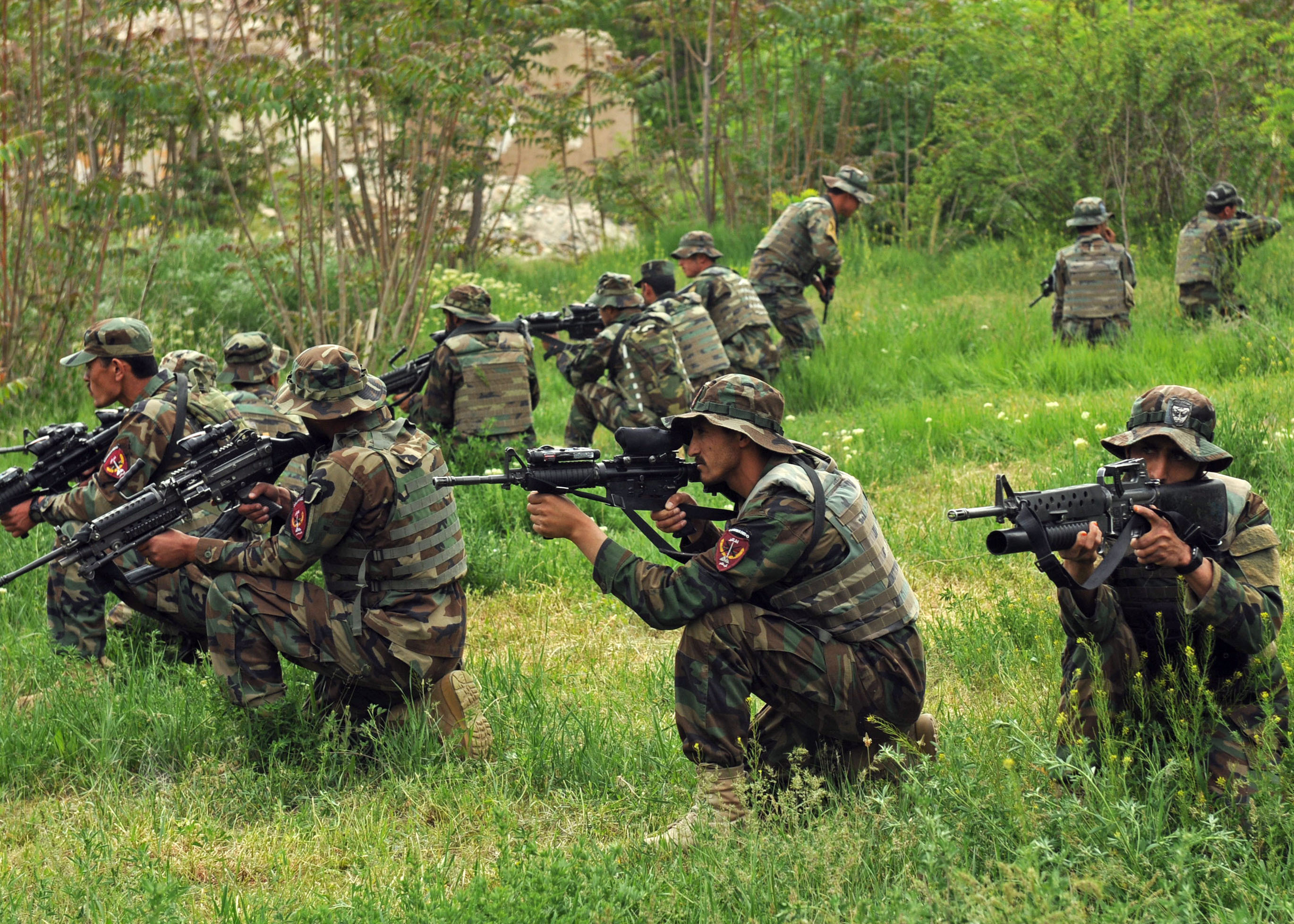
6-й батальйон (кандак) командос вправляється зачищати місцевість у провінції Кабул.

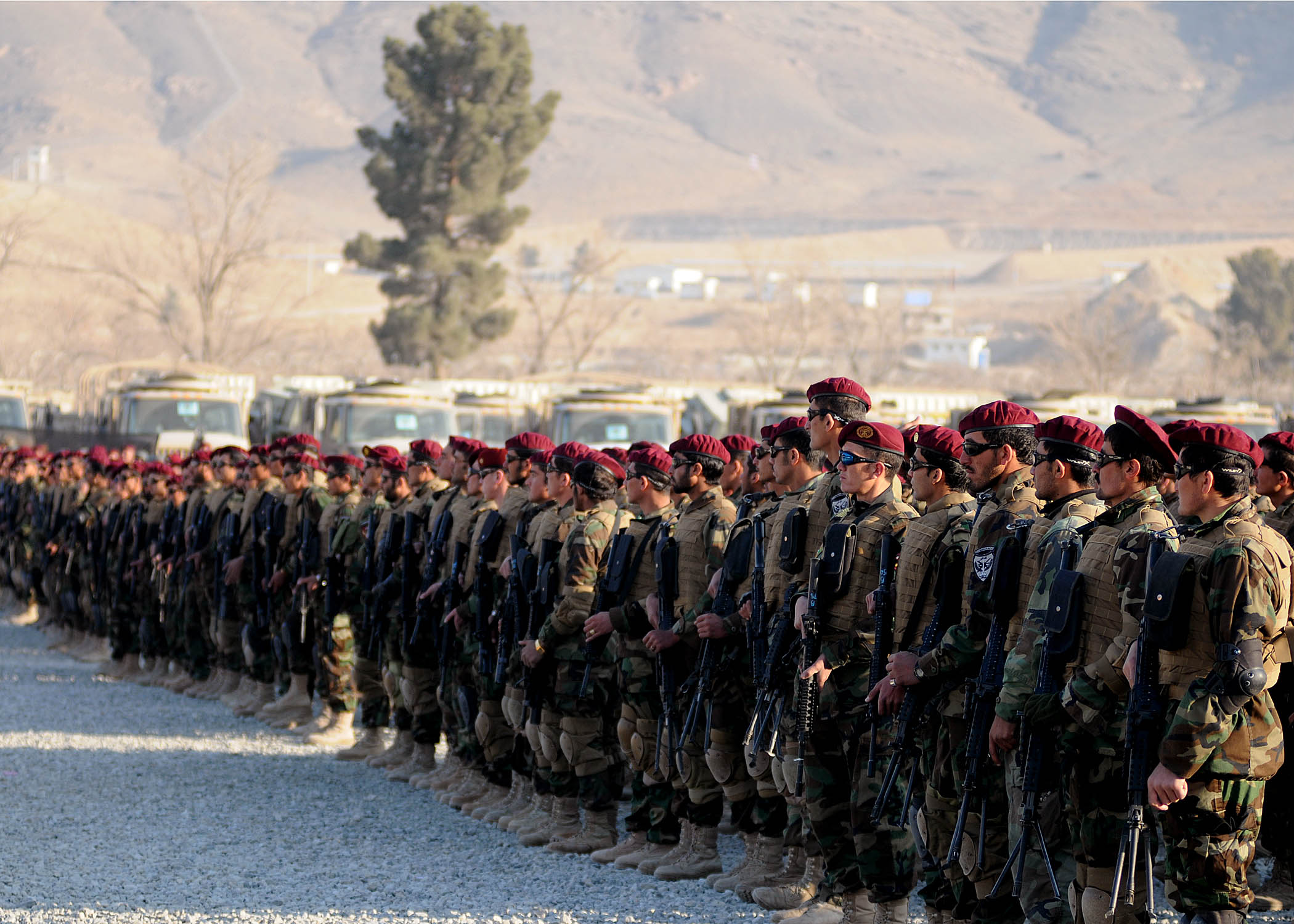
7-й батальйон (кандак) командос 2010 року

Корпус командос Афганської національної армії (раніше бригада командос Афганської національної армії, батальйон командос Афганської національної армії) — колишній підрозділ командос Афганської національної армії (АНА). Протягом повстання Талібану, його бійці становили 7% афганських національних сил безпеки, але провели від 70 до 80% боїв. Структура підрозділу наслідувала 75-й рейнджерський полк.
Після падіння Кабула та подальшого розпаду АНА і краху Ісламської Республіки Афганістан командос було фактично розпущено.

## Відбір і вишкіл

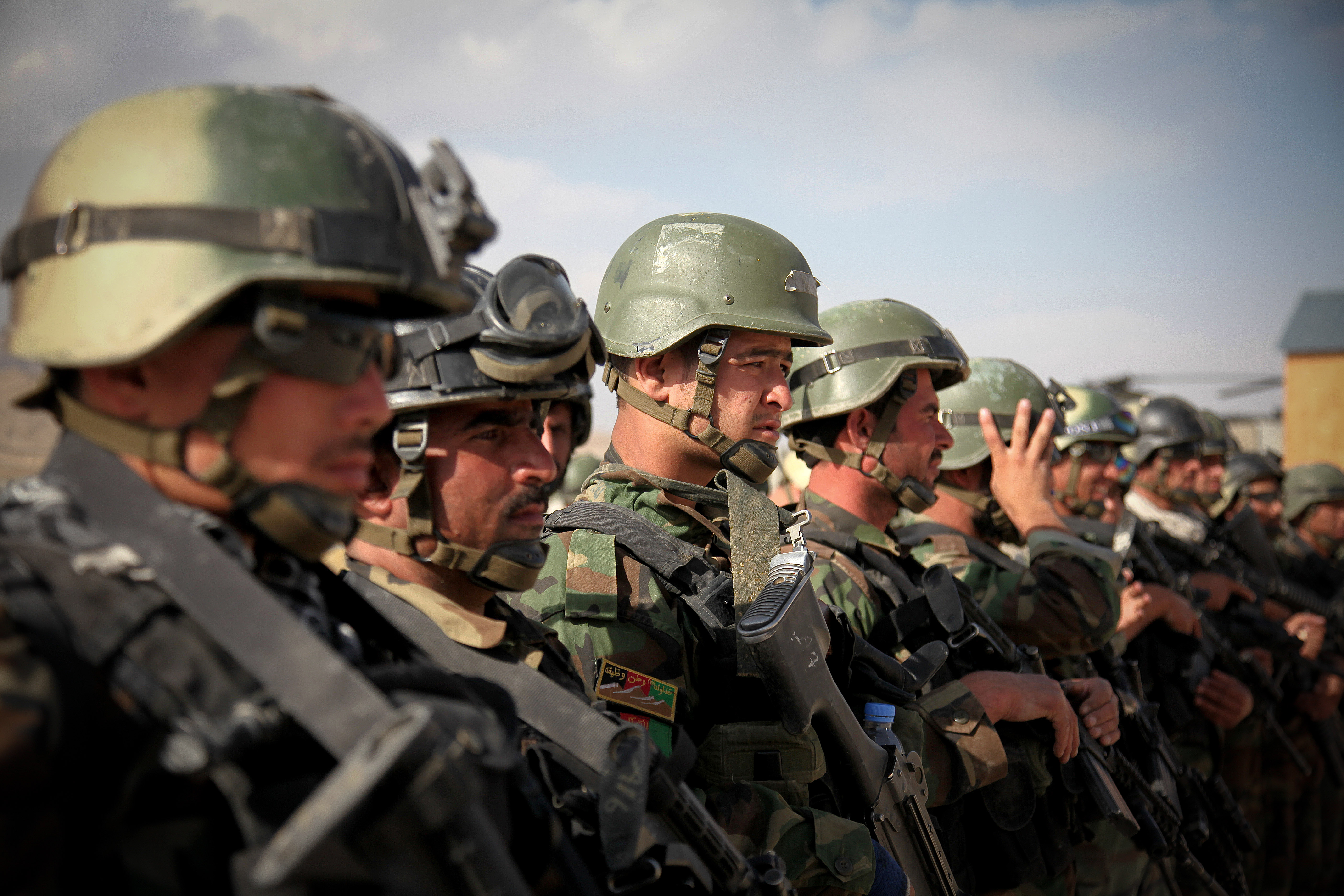
Афганські спецпризначенці готуються до повітряно-штурмових дій

Перший батальйон командос було сформовано з наявних піхотних батальйонів. Запущена на початку 2007 року програма мала намір узяти по одному звичайному піхотному батальйону («кандак») з кожного регіонального корпусу АНА, давши їм спеціальну підготовку і спорядження та реорганізувавши за зразком рейнджерів армії США. Кожен батальйон був приписаний до одного з шістьох регіональних корпусів.
Вишкіл проводився в навчальному центрі командос Morehead (табір Ріш-Хор)  — колишній навчальній базі Талібану, розташованій за 10 км на південь від Кабула. Місцем знаходження табору називають то провінцію Вардак, то провінцію Кабул.
12-тижневий курс включав три окремі навчальні програми для різних частин зароджуваного підрозділу одночасно. Першочергово і найбільшою мірою вишкіл було спрямовано на піхотні роти («толі») з упором на індивідуальні навички та тактику дрібних підрозділів. Для підтримки бойових рот центральний штаб і ротні штаби пройшли іншу підготовку, зокрема з поводження з мінометами, з медичної допомоги та з комунікацій. Третій відділ зосереджувався на особовому складі «кандака» та його функціях управління військами.
Підрозділ набирав до свого складу з усього Афганістану з різних частин афганської армії, приймаючи перспективних пуштунів, таджиків, хазарейців, узбеків і туркменів, тим самим запобігаючи формам племінної роздрібненості та упередженості.
Перший кандак командос завершив навчання 24 липня 2007 року з командиром полковником Фарідом Ахмаді.
Після вишколу кожен кандак командос повернувся до закріпленого за ним району дій корпусу, маючи у своєму складі команду «А» сил спеціального призначення армії США, після чого почав проходити 18-тижневий цикл: по шість тижнів на тренування, виконання завдань і відновлення. 3а вишкіл і роботу радників в Афганістані почергово відповідали 3-тя і 7-ма група ССО армії США.
Початковий план Міжнародних сил сприяння безпеці передбачав одну бригаду із шістьох кандаків (батальйонів), тоді як АНА спочатку розраховувала на повноцінну дивізію з трьох бригад і 15 батальйонів.

## Доля підрозділу в умовах перемоги талібів
Під час наступу у 2021 році таліби у провінції Фар'яб стратили 22 бійців командос після того, як ті здалися. Хоча відомо, що таліби виявляли поблажливість до звичайних військовослужбовців АНА, бійці командос, як і пілоти ВПС були особливою мішенню для Талібану.
Услід за падінням Кабула в руки талібам 17 серпня 2021 року повідомили, що кілька спецпризначенців АНА перебралися у провінцію Панджшер, приєднавшись до Фронту національного опору Афганістану.
Повідомлялося, що близько 500—600 афганських військовиків, здебільшого спецпризначенців, відмовилися здатися в Кабулі і замість цього приєдналися до американських сил у Міжнародному аеропорту ім. Хаміда Карзая, допомагаючи їм убезпечити зовнішній периметр летовища під час евакуації з Афганістану 2021 р.
Великобританія розглядає можливість набору до британської армії евакуйованих у цю країну після розгрому афганських військ тамтешніх командос.